# 小行星39427
小行星39427（39427 Charlottebrontë）是一颗绕太阳运转的小行星，为主小行星带小行星。该小行星于1973年9月25日发现。
該小行星以英國小說家及詩人夏綠蒂·勃朗特命名。

## 轨道参数
小行星39427的轨道半长轴为3.9845610 UA，离心率为0.189。